# Plakinidae
Plakinidae is een familie van sponsdieren uit de klasse van de Homoscleromorpha. 

## Geslachten
- Corticium Schmidt, 1862
- Placinolopha Topsent, 1897
- Plakina Schulze, 1880
- Plakinastrella Schulze, 1880
- Plakortis Schulze, 1880
- Tetralophophora Rützler, Piantoni, van Soest, Díaz, 2014